# کاران (اوژیتسه)
کاران (به صربی: Karan) یک منطقهٔ مسکونی در صربستان است.